# NGC 3736
NGC 3736 est une très vaste et lointaine galaxie spirale située dans la constellation du Dragon. NGC 3736 a été découverte par l'astronome britannique Ralph Copeland en 1885.

## Caractéristiques
Sa vitesse par rapport au fond diffus cosmologique est de 12 562 ± 21 km/s, ce qui correspond à une distance de Hubble de 185 ± 13 Mpc (∼603 millions d'al).

### Brillance de surface
En raison d'une brillance de surface égale à 14,22 mag/am2, on peut qualifier NGC 3736 de galaxie à faible brillance de surface (LSB en anglais pour low surface brightness). Les galaxies LSB sont des galaxies diffuses (D) avec une brillance de surface inférieure de moins d'une magnitude à celle du ciel nocturne ambiant.

### Galaxie isolée
NGC 3736 est peut-être une galaxie active et c'est une galaxie du champ, c'est-à-dire qu'elle n'appartient pas à un amas ou un groupe et qu'elle est donc gravitationnellement isolée.